# Kaya (Album)
Kaya ist der Titel eines Albums, der jamaikanischen Reggaemusiker Bob Marley & The Wailers und wurde am 23. März 1978 veröffentlicht. Kaya ist ein Wort aus dem jamaikanischen Patois und bedeutet so viel wie „Gras“ oder „Hanf“.
Die Songs des Albums sind Ende 1976 in England zwar während der gleichen Aufnahmesessions entstanden wie jene auf dem Album Exodus, sind jedoch insgesamt weit weniger kämpferisch. Es sind vorwiegend Liebeslieder und Hommagen an die Kraft von Marihuana. Einzelne Erfolge waren vor allem die Songs Is This Love? und Sun Is Shining.
Das Album erhielt auf Grund der kommerziellen Ausrichtung und der teilweise sehr einfach gereimten Texte eine eher negative Kritik. Das Rolling Stone Magazine bezeichnete Textzeilen wie I wanna love you, and treat you right, I wanna love you, every day and every night als aus dem Reimwörterbuch zitiert.
Die Rückseite des Plattencovers zeigte eine Zeichnung (von Neville Garrick) eines brennenden Joints. In Japan wurde das Album wegen Bedenkens gegen diese Zeichnung mit einem anderen Cover herausgegeben.
Die CD enthält als Bonus-Track das Lied Smile Jamaica, das ursprünglich als Rückseite von Satisfy my Soul herausgegeben wurde und nicht auf der LP erschien.

## Titelliste
1. Easy Skanking – 2:53
2. Kaya – 3:15
3. Is This Love? – 5:01
4. Sun Is Shining (Version ’77) – 4:58
5. Satisfy My Soul – 4:30
6. She’s Gone – 2:25
7. Misty Morning – 3:32
8. Crisis – 3:43
9. Running Away – 4:15
10. Time Will Tell – 3:25
11. Smile Jamaica – 4:42

## Kommerzieller Erfolg

### Chartplatzierungen
| ChartsChartplatzierungen       | Höchstplatzierung | Wochen |
| ------------------------------ | ----------------- | ------ |
| Vereinigte Staaten (Billboard) | 50 (17 Wo.)       | 17     |
| Vereinigtes Königreich (OCC)   | 4 (24 Wo.)        | 24     |

### Auszeichnungen für Musikverkäufe
| Land/Region                  | Auszeichnungen für Musikverkäufe (Land/Region, Auszeichnung, Verkäufe) | Verkäufe  |
| ---------------------------- | ---------------------------------------------------------------------- | --------- |
| Australien (ARIA)            | Platin                                                                 | 50.000    |
| Deutschland (BVMI)           | Gold                                                                   | 250.000   |
| Frankreich (SNEP)            | 2× Platin                                                              | 600.000   |
| Neuseeland (RMNZ)            | 3× Platin                                                              | 60.000    |
| Vereinigte Staaten (RIAA)    | Gold                                                                   | 500.000   |
| Vereinigtes Königreich (BPI) | Platin                                                                 | 300.000   |
| Insgesamt                    | 2× Gold · 7× Platin ·                                                  | 1.760.000 |

Hauptartikel: Bob Marley/Auszeichnungen für Musikverkäufe